# Бомбалай
Бомбалай — вулкан, расположенный на северо-востоке острова Борнео в штате Сабах, в Малайзии. Единственный дремлющий вулкан в Малайзии.
Бомбалай — вулканический конус высотой 531 метров. Находится на полуострове Семпорна. Имеет 300-метровый кратер в ширину. Гора образовалась на вулканическом поле, которое образовалось между плиоценом и плейстоценом. Почвы возле вулкана состоят из 2 застывших лавовых потоков, возраст которых датируется 27 000 годами. Возможно, вулкан извергался и в эпоху голоцена. Вулкан и близлежащие почвы, окружающие его, состоят из базальтов и дацитов.